# فریادی سرور زرداد
فریادی سرور زرداد (Faryadi Sarwar Zardad) (که به زرداد خان و قوماندان زرداد نیز شهرت دارد)، یک جنگ‌سالار پیشین افغان است. زرداد در ۲۰۰۵ میلادی در محکمه‌ای در انگلستان (جایی که زندگی می‌کرد) به اتهام دست داشتن در گروگان‌گیری و شکنجه در دهه ۱۹۹۰ میلادی در افغانستان مجرم شناخته شد.

## جرایم جنگی
سرور زرداد فریادی، متولد حدود ۱۹۶۳ میلادی، یک پشتون و رهبر پیشین مجاهدین است که هنگام تهاجم شوروی به افغانستان علیه شوروی جنگید. وی در ولسوالی سروبی یک نقطه بازرسی داشت و بزرگراهی که کابل و جلال‌آباد را به هم وصل می‌کرد را مسدود نموده و از ۳۱ دسامبر ۱۹۹۱ تا ۳۰ سپتامبر ۱۹۹۶ به چپاول، آدم‌ربایی و کشتن مردم می‌پرداخت.
یکی از اتهام‌های وارد شده بر زرداد که به‌طور گسترده همه‌گانی شد، این بود که یکی از شبه نظامیان وی بنام عبدالله شاه زندانیان را شدیداً می‌زد و حتی بیضه‌های یکی از قربانیان را خورده بود. گفته می‌شود که شاه یک «سگ انسانی» بود که زنجیر برگردن داشت و توسط زرداد در یک مغاره نگهداشته می‌شد و برای ارعاب اسیران گاهی از مغاره بیرون کرده می‌شد. گزارش‌ها می‌گوید که شاه توسط حکومت افغانستان در ۲۰۰۲ میلادی اعدام شد.
زرداد در ۱۹۹۸ میلادی برای این‌که در جریان حکومت طالبان مورد آزار و اذیت قرار نگیرد، با استفاده از گذرنامه جعلی به بریتانیا فرار کرد و در آن‌جا درخواست پناهندگی داد. وی موضوع یک افشاگری در برنامه تلویزیونی BBC بنام نیوزنایت بود که برای نخستین بار در ۲۶ ژوئیه ۲۰۰۰ منتشر شد. حضور زرداد در لندن میان یکی از گزارشگران BBC بنام جان سیمپسون و وزیر خارجه طالبان در کابل به‌نام وکیل احمد متوکل در جریان مصاحبه‌ای در ۱۹۹۹ میلادی مورد بحث قرار گرفته بود.
وزیر خارجه به یکی از پرسش‌ها این‌گونه پاسخ داده بود، «خوب، شما بریتانیایی‌ها به قوماندان زرداد مجرم پناه می‌دهید». بی‌بی‌سی توانست پس از حدود یک سال در نهایت زرداد را ردیابی کند، وی در منطقه میتچم-ساری زندگی می‌کرد. سیمپسون با وی در برنامه نیوزنایت مصاحبه نمود و در این مصاحبه زرداد ادعا کرد که وی در کابل مستقر بود و تنها یک بار به عنوان مشاور فرمانده محلی از سروبی دیدار کرده بود. پس از گزارش بی‌بی‌سی، جمعیت انقلابی زنان افغانستان (RAWA) یک کارزار بین‌المللی را آغاز نموده و از دولت بریتانیا درخواست نمودند تا زرداد را محاکمه کند. آن‌ها بیانیهٔ به زبان‌های مختلف صادر نموده و از طریق اینترنت آنرا منتشر نمودند.
جمعیت انقلابی زنان افغانستان هم‌چنین گزارشی را تحت عنوان «برخی گزارش‌های جرایم مرتکب شده توسط زرداد در افغانستان» نشر نمودند که بعداً در محاکمه علیه وی استفاده شد.
زرداد توسط افسران مبارزه با تروریزم اسکاتلندیارد در ۱۰ مه ۲۰۰۳ برای مدت کوتاهی دست‌گیر گردید و سپس با قید ضمانت آزاد شد، اما وی مجدداً به تاریخ ۱۴ ژوئیه ۲۰۰۳ دست‌گیر شد و در این زمان وی در استراتام زندگی می‌کرد و از سه سال تا آن زمان یک دوکان پتزا در بکسلیهیت داشت.

## محکمه‌ها

### نخستین محکمه
زرداد یک روز پس از دست‌گیری متهم به ارتکاب ۱۶ جرم شد، که وی در جریان جنگ داخلی افغانستان در اوایل دهه ۱۹۹۰ زمانی‌که فرمانده نظامی بود، مرتکب شده بود. ۹ اتهام تحت بخش §۱۳4 (1) قانون عدالت کیفری ۱۹۸۸ بر وی وارد بود، مبنی بر این‌که وی زمانی‌که فرمانده نظامی در منطقه سروبی افغانستان بود به عنوان بخشی از مسئولیت رسمی خود افراد را شکنجه می‌کرد یا دستور شکنجه را می‌داد؛ ۵ اتهام تحت بخش §1 (1) قانون گروگان‌گیری ۱۹۸۲ بر وی وارد بود، مبنی بر این‌که وی گروگان‌ها را زندانی می‌کرد و از آن‌ها برای اخاذی استفاده می‌نمود؛ و ۲ اتهام تحت بخش §1 (1) قانون حقوق جزای ۱۹۷۷ بر وی وارد، مبنی بر این‌که وی دستور شکنجه و گروگان‌گیری را می‌داد یا در آن جرایم تبانی داشت.
هرچند جرایم مورد ادعا در خارج از انگلستان رخ داده بود، اما لردهای حقوقی در مارس ۱۹۹۹ هنگام بررسی قضیهٔ علیه جنرال آگوستو پینوشه حکم داده بودند که شکنجه یک جرم مربوط به حوزه قضایی بین‌المللی است و از این‌رو می‌تواند در درون انگلستان محاکمه شود؛ در واقع انگلستان بر اساس کنوانسیون شکنجه ملل متحد مکلف بود تا کسی را که متهم به شکنجه محتمل است یا اخراج یا محاکمه نماید. به همین‌گونه گروگان‌گیری نیز تحت کنوانسیون بین‌المللی علیه گروگان‌گیری یکی از جرایم مربوط به حوزه قضایی بین‌المللی است. این محکمه در اکتبر ۲۰۰۴ برگزار گردید و زرداد در رابطه به هیچ‌کدام از اتهام‌ها گناه‌کار شناخته نشد.
قاضی، لرد گولدسمیت، در جریان محکمه گفت که وی باور دارد این نخستین باری است که کسی در مقابل جرایمی که در یک حوزه قضایی انجام داده‌است در حوزه قضایی دیگر محاکمه می‌گردد. یکی از شاهدان گواهی داد که وی در یک پوسته بازرسی از سوی مردان که نقاب بر چهره داشتند متوقف شده و سپس به یک چوکی آهنی بسته شد و مورد بازجویی و شکنجه قرار گرفت. شاهد دیگر که راننده لاری بود ادعا نمود که وی برای مدت شش ماه زندانی شده بود تا این‌که برادر وی یک مقدار پول برای آزادی وی پرداخت. زرداد نیز آنچه قبلاً به پولیس بریتانیا گفته بود که وی یک دوره آموزشی ۱۵ روزه در یک کمپ را سپری نموده و در آن‌جا نحوه استفاده از کلاشنکوف، راکت و سایر سلاح‌ها را فرا گرفته، را رد کرد. با این وجود، هیئت منصفه نتوانست حکمی اعلام کند.

### دومین محکمه
زرداد بار دیگر در ۲۰۰۵ با اتهام‌های تبانی در شکنجه و تبانی در گروگان‌گیری که هر دو برخلاف قانون حقوق جزای ۱۹۷۷ بود، محاکمه شد. مدارک از ۱۶ شاهد گرفته شده و از طریق لینک ویدیویی به سفارت بریتانیا در کابل تسلیم شده بود. هم‌مانند محکمه نخست، یک فرمان محکمه از افشا سازی هویت بیشتر قربانیان و شاهدها جلوگیری کرد، از ترس این‌که مبادا آن‌ها در خطر انتقام‌جویی قرار نگیرند.
این محکمه شامل شواهد ذیل بود:
- اعدام‌های خودسرانه و گروگان‌گیری‌ها.
- کشتن ۱۰ یا ۱۱ نفر در مینی بوس؛ خانواده‌های آن‌ها در کنار جاده فریاد می‌کشند.
- یک مرد بزرگ‌سال شلاق زده شده و در قفسه آهنی قفل شده‌است.
- مردی که روی وی بنزین ریخته شده‌است و شبه نظامیان مربوط به صالح با تمسخر می‌گویند که پطرول را آتش می‌زنند.
- یک پسر خردسال که شاهد قطع‌شدن گوش پدرش است.

### پیامد
هیئت منصفه در دومین محکمه به تاریخ ۱۸ ژوئیه ۲۰۰۵ وی را مجرم اعلام کرد. وی به ۲۰ سال زندان محکوم شد – ۲۰ سال زندان برای هر کدام از دو مجرم ثابت شده که به‌طور هم‌زمان سپری می‌شود. قاضی، آقای دادرس کولمان تریسی، QC، توصیه نمود که زرداد باید پس از آزاد شدن از زندان از بریتانیا خارج شود.
ویدئویی با عنوان «سگِ زرداد»، بخشی از محکمه ۲۰۰۲ عبدالله شاه در کابل، از نمایشگاه اکتبر ۲۰۰۴ جایزه ترنر در تیت گالری چندی قبل از محکمه اولی بیرون کشیده شد، تا از احتمال پی‌گیری به دلیل اهانت به دادگاه خودداری شود. این ویدیو تا ۳ اکتبر ۲۰۰۵ همگانی نشده بود.